# Christian Schramm (Politiker)

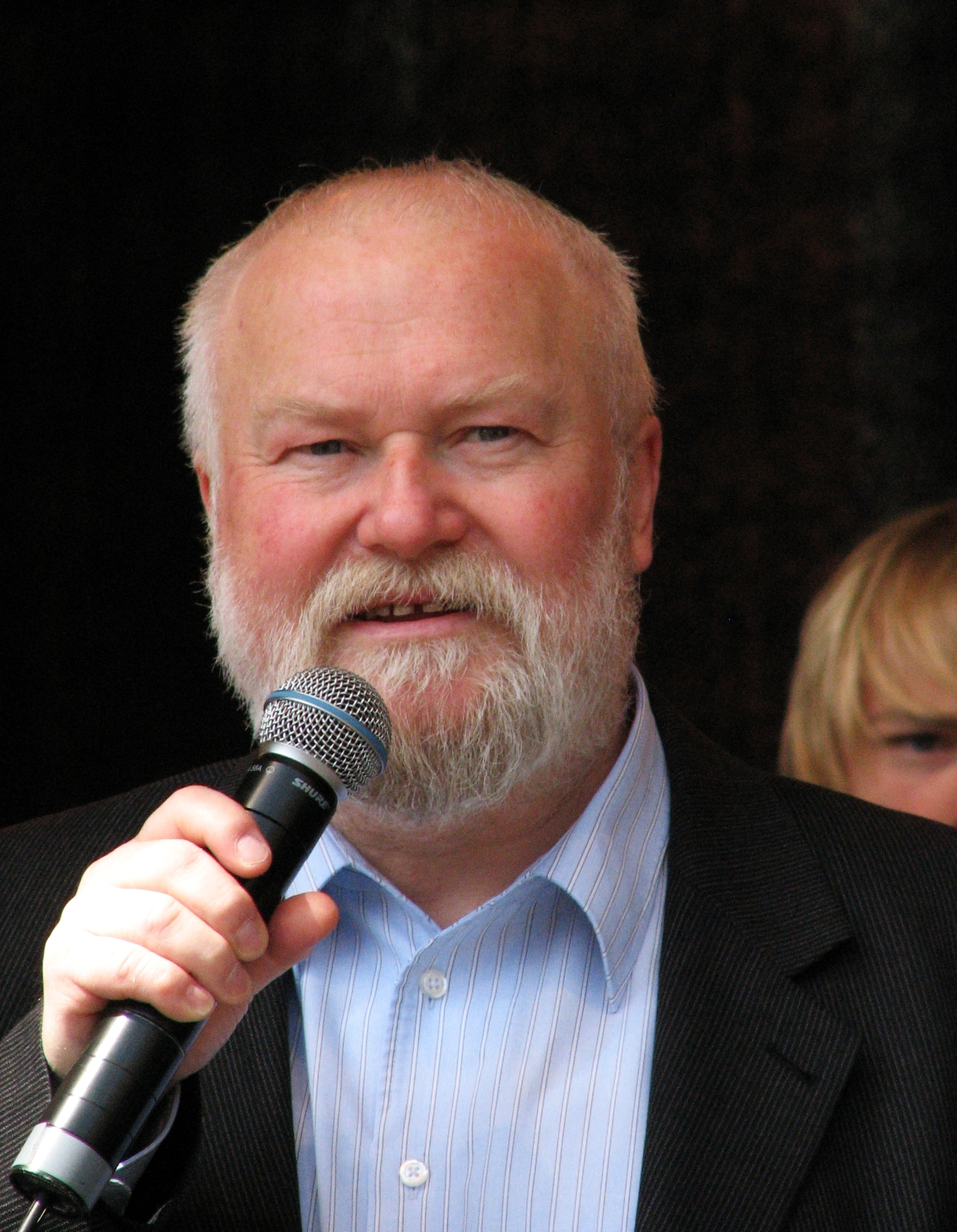
Christian Schramm (2011)

Christian Schramm (* 3. Mai 1952 in Burgstädt) ist ein ehemaliger  Kommunalpolitiker der CDU und Oberbürgermeister von Bautzen (1990–2015). Von 2003 bis 2015 war er Präsident bzw. Vizepräsident des Deutschen Städte- und Gemeindebundes.

## Leben
1968 schloss Schramm die Polytechnische Oberschule ab und begann eine Lehre zum Dreher.
1970 bis 1974 studierte er an der Evangelischen Hochschule Moritzburg Religionspädagogik. Ab 1974 war Schramm als Gemeindediakon in Bautzen tätig – seit 1988 zwei Jahre lang als Bezirkskatechet des Kirchenbezirks Bautzen.
Christian Schramm ist verheiratet und hat drei Kinder.

## Politisches Wirken
Schramm, der vor der Wende parteilos war und später als Mitbegründer des Neuen Forums in Bautzen wirkte, war außerdem Mitglied einer Gruppe zur demokratischen Aufarbeitung der Vorgänge um die MfS-Haftanstalt Bautzen II (heute eine Gedenkstätte).
1990 trat er schließlich in die CDU ein. Im selben Jahr wurde er zum Bürgermeister der Stadt Bautzen gewählt. Seit 1995 lautete sein Titel mit der Umbenennung von Bautzen in eine Große Kreisstadt Oberbürgermeister. Bei den Bürgermeisterwahlen vom 8. Juni 2008 erhielt er 66,7 % der Wählerstimmen. Zu den Wahlen am 7. Juni 2015 trat er nach 25-jähriger Amtszeit nicht erneut an. Als sein Nachfolger wurde Alexander Ahrens (parteilos) gewählt. Schramms Amtszeit endete am 30. Juli 2015.
In seine Amtszeit fielen unter anderem die Sanierung der Altstadt von Bautzen sowie der Bau des Kornmarkt-Centers, eines Einkaufscenters am historischen Kornmarkt in der Innenstadt.

## Mitgliedschaften
Schramm hat folgende Positionen in verschiedenen überregionalen Gremien inne:
- Von 1990 bis 2015 Mitglied des Landesvorstandes des Sächsischen Städte- und Gemeindetages
- Von 1991 bis 2015 Mitglied des Stiftungsrates der Stiftung für das sorbische Volk
- Von 1994 bis 2015 Mitglied des Hauptausschusses des Deutschen Städte- und Gemeindebundes
- Von 1996 bis 2017 Mitglied des Sächsischen Kultursenats, ab 2013 als dessen Präsident
- Von 2001 bis 2016 Präsident des Sächsischen Städte- und Gemeindetages
- Von 2002 bis 2015(?) Mitglied des Kuratoriums für ein weltoffenes Sachsen
- Von 2003 bis 2015 Präsident bzw. Vizepräsident des Städte- und Gemeindebundes
- Seit 2010 Mitglied im MDR-Verwaltungsrat[2]

## Ehrungen
Am 2. Juni 2012 verlieh ihm der sächsische Landtagspräsident Matthias Rößler für „seine Verdienste um die demokratische Entwicklung der kommunalen Gemeinwesen“ die Sächsische Verfassungsmedaille. Am 5. August 2016 verlieh ihm Stanislaw Tillich den Sächsischen Verdienstorden.
Am 18. September 2019 wurde Schramm die Ehrenbürgerwürde der Stadt Bautzen verliehen. Am 8. Dezember 2022 wird ihm das Bundesverdienstkreuz verliehen.